# ATP Chengdu
Das ATP-Turnier von Chengdu ist ein Tennisturnier der Herren, das in der chinesischen Metropole Chengdu im Freien auf Hartplatz ausgetragen wird.

## Geschichte
Das Turnier wurde 2016 als Nachfolger des Turniers von Kuala Lumpur erstmals ausgetragen. Gespielt wird mit einem 28er-Feld im Einzel und 16er-Feld im Doppel. Das Turnier ist Teil der ATP Tour 250 und wird in derselben Woche wie das Turnier in Zhuhai bzw. Zhuhai im September gespielt. Es ist das am besten dotierte Turnier seiner Kategorie. Nach einer dreijährigen Pause aufgrund der COVID-19-Pandemie findet das Turnier seit 2023 wieder statt.
Austragungsort ist das Sichuan International Tennis Center.

## Siegerliste

### Einzel
| Jahr                         | Sieger              | Finalgegner          | Finalergebnis   |
| ---------------------------- | ------------------- | -------------------- | --------------- |
| 2024                         | Shang Juncheng      | Lorenzo Musetti      | 7:64, 6:1       |
| 2023                         | Alexander Zverev    | Roman Safiullin      | 6:72, 7:65, 6:3 |
| 2020–2022: nicht ausgetragen |                     |                      |                 |
| 2019                         | Pablo Carreño Busta | Alexander Bublik     | 6:75, 6:4, 7:63 |
| 2018                         | Bernard Tomic       | Fabio Fognini        | 6:1, 3:6, 7:67  |
| 2017                         | Denis Istomin       | Marcos Baghdatis     | 3:2 aufgg.      |
| 2016                         | Karen Chatschanow   | Albert Ramos Viñolas | 6:74, 7:63, 6:3 |

### Doppel
| Jahr                         | Sieger                               | Finalgegner                             | Finalergebnis     |
| ---------------------------- | ------------------------------------ | --------------------------------------- | ----------------- |
| 2024                         | Sadio Doumbia (2) Fabien Reboul (2)  | Yuki Bhambri Albano Olivetti            | 6:4, 4:6, [10:4]  |
| 2023                         | Sadio Doumbia (1) Fabien Reboul (1)  | Francisco Cabral Rafael Matos           | 4:6, 7:5, [10:7]  |
| 2020–2022: nicht ausgetragen |                                      |                                         |                   |
| 2019                         | Nikola Čačić Dušan Lajović           | Jonathan Erlich Fabrice Martin          | 7:69, 3:6, [10:3] |
| 2018                         | Ivan Dodig Mate Pavić                | Austin Krajicek Jeevan Nedunchezhiyan   | 6:2, 6:4          |
| 2017                         | Jonathan Erlich Aisam-ul-Haq Qureshi | Marcus Daniell Marcelo Demoliner        | 6:3, 7:63         |
| 2016                         | Raven Klaasen Rajeev Ram             | Pablo Carreño Busta Mariusz Fyrstenberg | 7:62, 7:5         |